# Les Condamnés (film, 2007)
Pour les articles homonymes, voir Les Condamnés.
Série
Les Condamnés 2
(2015)
Pour plus de détails, voir Fiche technique et Distribution.
Les Condamnés est un film d'action américain coécrit et rédigé par Scott Wipper, sorti en 2007.
Le film, qui a pour principaux interprètes la star du catch Stone Cold Steve Austin et Vinnie Jones, est produit par la WWE Films et distribué par Lions Gate Entertainment. Il est sorti aux États-Unis le 27 avril 2007.
Il a pour suite Les Condamnés 2 (The Condemned 2).

## Synopsis
Jack Conrad (Stone Cold Steve Austin), employé de la CIA, attend la peine de mort dans une prison corrompue de l'Amérique centrale. Il est alors acheté par un riche producteur de télévision et amené sur une île déserte où il devra défendre sa vie contre 9 autres condamnés à mort de tous les coins de la planète.

L'enjeu : la liberté pour le gagnant.

Le producteur filmera l'événement illégal et diffusera les meurtres en direct sur Internet.

## Fiche technique
- Titre original : The Condemned
- Titre français : Les Condamnés
- Titre québécois : Condamnés
- Réalisation : Scott Wiper
- Scénario : Scott Wiper, Rob Hedden, Andy Hedden
- Dialogues : Scott Wiper, Rob Hedden
- Musique : Graeme Revell
- Direction musicale : Graeme Revell
- Coordinateur combat : Richard Norton
- Décors : Graham Walker
- Costume : Anna Borghesi
- Photo : Ross Emery A.C.S
- Montage : Derek Brechin
- Producteur : Joel Simon
- Production : Christal Films, Lionsgate et WWE Films
- Distribution : Christal Films Distribution
- Pays de production :  États-Unis
- Langue : anglais
- Format : 35 mm, couleur
- Budget : 20 millions de $
- Genre : action
- Durée : 109 minutes
- Date de sortie : 
  - États-Unis : 27 avril 2007
  - France : 6 janvier 2009 (en DVD) [1].

### Box office
Le film a fait ses débuts avec un week-end d'ouverture de 3,8 millions de dollars aux États-Unis. Le film n'a duré que 4 semaines dans les salles de cinéma et a enregistré une grosse perte, se terminant avec un total de 7 371 706 $[réf. nécessaire]. Le film a empiré à l'échelle internationale, ne prenant que 1 271 152 $ sur les marchés étrangers limités, pour un total de 8 642 858 $.

## Distribution
- Stone Cold Steve Austin (VF : Thierry Mercier ; VQ : Benoit Rousseau) : Jack Conrad
- Vinnie Jones (VF Patrick Béthune ; VQ : Patrick Chouinard) : Ewan McStarley
- Nathan Jones : petr - le Russe
- Robert Mammone (VQ : Sylvain Hétu) (VF : Jean-Pierre Michael) : Ian Breckel
- Rick Hoffman (VF : Bruno Dubernat ; VQ : Benoît Gouin) : Goldman
- Madeleine West (VQ : Véronique Clusiau) : Sarah
- Manu Bennett (VQ : Tristan Harvey) : Paco
- Tory Mussett (VF : Barbara Beretta ; VQ : Rose-Maïté Erkoreka) : Julie
- Sullivan Stapleton : Wilkins
- Andy McPhee : l'allemand
- Sam Healy : Bella
- Angie Milliken (VQ : Élise Bertrand) : Donna Sereno
- Marcus Johnson (VF : Daniel Lobe) : Kreston Mackie
- Masa Yamaguchi : Saiga
- Luke Pegler : Baxter
- Emelia Burns : Yasantwa
- Dasi Ruz : Rosa
- Véronique Clusiau

## Tournage
Les condamnés a été filmé à Brisbane et dans le Queensland, en Australie, ainsi qu'à Vancouver, au Canada. Les scènes de combat ont été chorégraphiées par Richard Norton qui a aussi doublé Vinnie Jones dans certaines scènes du film.

## Bande originale
La bande originale de Les Condamnés a été libéré le 24 avril, 2007 exclusivement sur iTunes Store.
1. "Unbreakable" - Cage9
2. "Over & Under" - Egypt Central
3. "I Won't Do What You Tell Me (Josh Wink remix)" - Jim Johnston and Josh Wink
4. "Black Betty" - Spiderbait
5. "You Say" - Aya Peard
6. "Umbrella" - Chymera
7. "Souljacker part I" - Eels
8. "This Colorful World" - Eliot Morris
9. "Opening Titles (Score)" - Graeme Revell
10. "The Island and Conrad (Score)" - Graeme Revell
11. "Hands of Time" - Groove Armada
12. "To Be Young (is to Be Sad, Is to Be High)" - Ryan Adams
13. "Casino (Solid State remix)" - Tommi Eckhardt
14. "Savin' Me" - Nickelback

Pistes supplémentaires
Autres chansons dans le film, mais ne figurent pas sur la bande originale:
- "You Don't Know" by Eminem, 50 Cent, Lloyd Banks & Cashis
- "Lonely Train" by Black Stone Cherry
- "In the Air Tonight" by Phil Collins
- "Out of Line" by Buckcherry
- "Backwoods Gold" by Black Stone Cherry
- "Driven" by Sevendust
- "Bullet With a Name" by Nonpoint
- "Shooting Star" by Black Stone Cherry
- "Soulcrusher" by Operator
- "Firestarter" by The Prodigy